# Neurotroficzny czynnik pochodzenia mózgowego
Neurotroficzny czynnik pochodzenia mózgowego (BDNF, z ang. brain-derived neurotrophic factor) –  białko wydzielane przez neurony, należące do rodziny czynników wzrostu nerwów. W mózgu BDNF warunkuje funkcjonowanie neuronów siatkówki, cholinergicznych i dopaminergicznych. W obwodowym układzie nerwowym wywiera wpływ na motoneurony i neurony czuciowe.
BDNF może swobodnie przekraczać barierę krew mózg. Jego efekt centralny i obwodowy polega na regulacji istotnych funkcji fizjologicznych i patologicznych organizmu: rozwój i wzrost neuronów, procesy uczenia się i pamięci, apoptozy, neurogenezy oraz neuroregeneracji poprzez aktywację receptorów TrkB i p75NTR. Obniżenie poziomu BDNF pośredniczy w neurodegeneracji neuronów w tym neuronów dopaminergicznych i jest obserwowane w chorobie Parkinsona. Regularnie powtarzany długotrwały wysiłek fizyczny lub proces treningowy o średniej lub dużej intensywności wywołuje wzrost poziomu BDNF i receptora TrkB w regionach mózgu odpowiedzialnych za aktywność motoryczną, zapobiegając procesom neurodegeneracji, szczególnie u osób starszych. Wyniki licznych badań wykazują, że regularna długotrwała aktywność fizyczna zapobiega występowaniu chorób neurodegeneracyjnych u osób starszych. Wysiłek fizyczny powoduje poprawę sprawności ruchowej, zwiększenie siły mięśni u osób w podeszłym wieku. Ponadto terapia ruchowa w postaci treningu wytrzymałościowego, treningu oporowego, intensywnego treningu mieszanego lub interwałowego wytrzymałościowego treningu o dużej intensywności powodowała zmniejszenie objawów klinicznych.